# Двенадцатая поправка к Конституции США

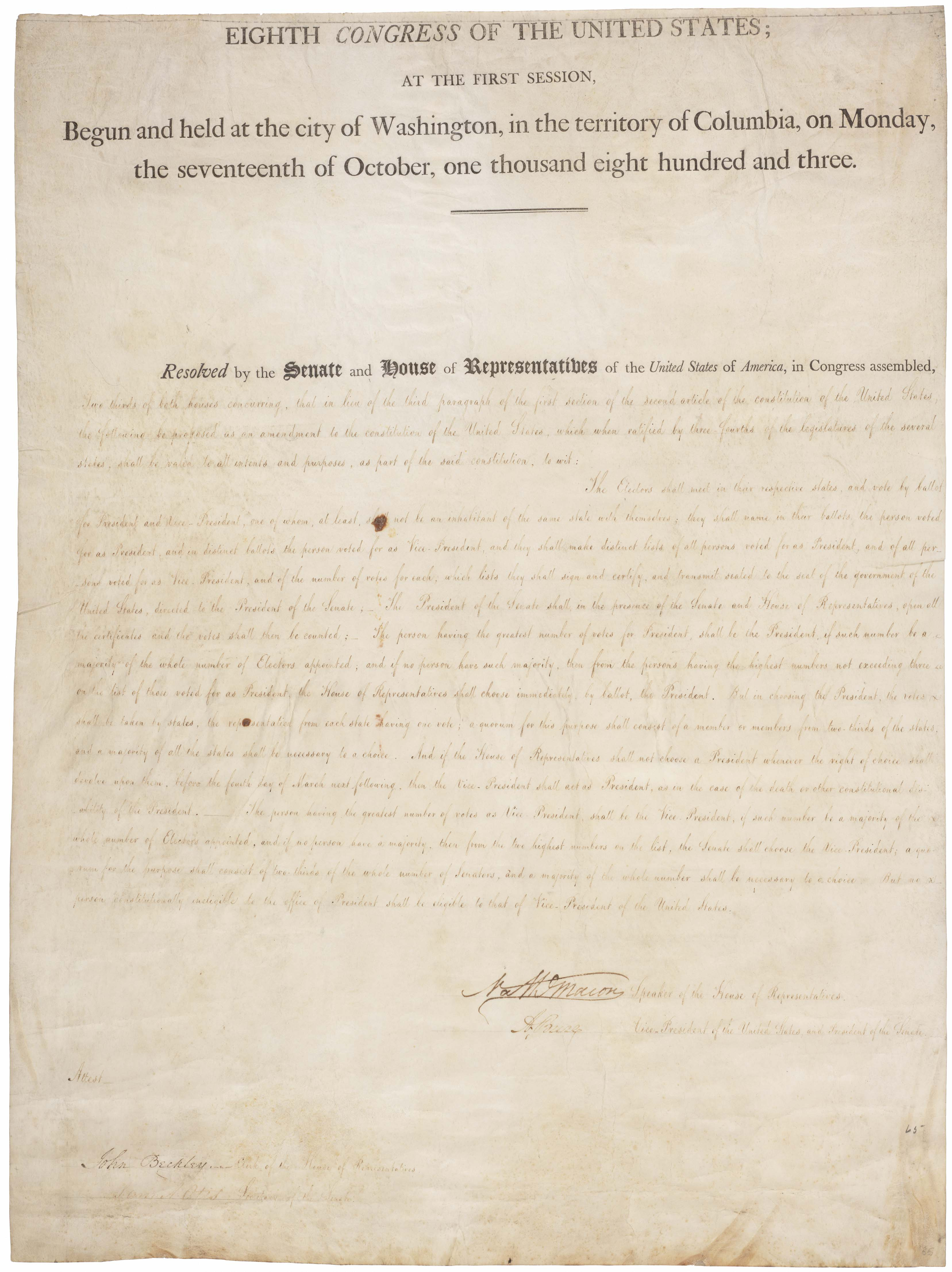
Официальный текст 12-й поправки

Двенадцатая поправка к Конституции США устанавливает процедуру выборов Президента США и Вице-президента США. Принята Конгрессом 9 декабря 1803 года. Ратифицирована необходимым количеством штатов 15 июня  1804 года. Эта поправка заменила пункт 3 части 1 статьи 2 Конституции, которая ранее регулировала процедуру работы выборщиков. Поправка была принята в связи с проблемами, возникшими на выборах 1800 года.

## Текст
Выборщики собираются в своих штатах и голосуют бюллетенями за Президента и вице-президента, из которых, по крайней мере, один не должен быть жителем одного с ними штата; они указывают в своих бюллетенях лицо, за которое голосуют как за Президента, и в отдельных бюллетенях — лицо, за которое голосуют как за вице-президента; они же составляют отдельные списки всех лиц, за которых голосовали как за Президента, и всех лиц, за которых голосовали как за вице-президента, с указанием числа голосов, поданных за каждого из них; эти списки они подписывают, удостоверяют и направляют опечатанными в место пребывания правительства Соединённых Штатов на имя председателя сената. Председатель сената в присутствии сената и палаты представителей вскрывает все опечатанные списки, после чего голоса подсчитываются. Лицо, получившее наибольшее число голосов, поданных за Президента, становится Президентом, если таковое число составляет большинство числа голосов всех назначенных выборщиков; если же ни одно лицо не получит такового большинства голосов, тогда из лиц (не более трёх из числа тех, за которых голосовали как за Президента), имеющих наибольшее число голосов, палата представителей незамедлительно выбирает Президента, голосуя бюллетенями. Но при выборах Президента голоса подаются по штатам, причем представительство от каждого штата имеет один голос; кворум в таком случае составляют члены палаты представителей от двух третей штатов; при этом для избрания Президента необходимо большинство голосов всех штатов.
Если палата представителей, когда право выбора переходит к ней, не выберет Президента до четвёртого дня следующего марта, тогда вице-президент будет действовать в качестве Президента, как в случае смерти или иной конституционной неспособности Президента

Лицо, получившее наибольшее число голосов за вице-президента, становится вице-президентом, если таковое число составляет большинство числа голосов всех назначенных выборщиков; если же ни одно лицо не получит большинство голосов, тогда из двух лиц, которые получили наибольшее число голосов среди всех кандидатов, находившихся в списке, сенат выбирает вице-президента; кворум в таком случае составляют две трети всех сенаторов, при этом для избрания вице-президента необходимо большинство голосов всех сенаторов. Но ни одно лицо, не подлежащее в силу конституционных требований избранию на должность Президента, не подлежит избранию на должность вице-президента Соединённых Штатов.

## Выборы до принятия поправки
Согласно изначальной процедуре выборов Президента США, каждый штат избирал определенное число выборщиков. Каждый выборщик имел два голоса, при этом выборщик не мог отдать оба этих голоса людям, проживающим с ним в одном штате. Это ограничение было введено для исключения вероятности того, что выборщики будут голосовать только за представителей своего штата. Лицо, получившее большинство голосов, становилось Президентом, а занявшее второе место — вице-президентом.
Если равное, и в то же время наибольшее число голосов получал один и тот же человек, Палата представителей США могла выбрать одного из них Президентом. Если же никто не набирал большинство голосов, Палата представителей могла выбрать одного из пяти кандидатов, набравших наибольшее число голосов. Президентом становился тот, кто набрал большее число голосов штатов в палате представителей.
Вице-президент избирался проще: им становился занявший второе место в голосовании выборщиков. При этом он не обязан был получать абсолютное большинство голосов. В случае ничьей, вице-президент избирался Сенатом, при этом каждый сенатор имел один голос. Конституция не уточняла, может ли действующий вице-президент проголосовать на таких выборах в случае ничьей.
На выборах 1796 года Джон Адамс (партия Федералистов) набрал большинство голосов. Однако выборщики-федералисты «распорошили» свои голоса за вице-президента. В результате им стал Томас Джефферсон, кандидат от Демократическо-республиканской партии.
На выборах 1800 года проявились все недостатки старой избирательной системы. В случае, если все выборщики следовали партийному наказу, два кандидата всегда должны будут получать одинаковое и наибольшее число голосов. На тех же выборах Палата представителей провела много раундов голосования, чтобы избрать Президента.
Кроме того, стало очевидно, что в случае, если президент и вице-президент будут представителями разных партий, они не смогут эффективно сотрудничать. Это может привести к заговору и перевороту со стороны вице-президента, который может занять место президента в случае смерти или отставки последнего.

## Выборы согласно 12-й поправке
Двенадцатая поправка серьёзно изменила процесс работы выборщиков, но не меняла порядок их избрания. Впервые она была применена в 1804 году. Согласно этой поправке, каждый выборщик голосует за президента и вице-президента на отдельных бюллетенях. При этом правило, запрещающее голосовать за двух кандидатов из одного штата с выборщиком, сохранилось.
Кроме того, поправка однозначно лишает возможности человека, не подходящего на должность президента, занять должность вице-президента. Однако вопрос о том, может ли лицо, бывшее Президентом США два срока (предельное число сроков, установленное двадцать второй поправкой) занять должность вице-президента, остаётся открытым.
Для избрания Президентом или вице-президентом лицо должно получить поддержку абсолютного большинства выборщиков. Если ни один из кандидатов такого большинства не получает, право выбора переходит к Палате представителей, которая, в свою очередь, голосует штатами. Кворум для таких выборов составляет 2/3 штатов. Выбирать можно лишь между тремя кандидатами, набравшими наибольшее количество голосов.
Сенат имеет право выбрать вице-президента в случае, когда ни один кандидат не получил абсолютного большинства голосов выборщиков. При этом выбор делается среди двух кандидатов, набравших наибольшее количество голосов. Если же несколько претендентов получают одинаковое количество голосов, они тоже включаются в бюллетень. Кворум для таких выборов составляет 2/3 сенаторов, а решение принимается абсолютным большинством голосов.
С целью предотвращения ничьих, лишающих нацию лидера, двенадцатая поправка определяет, что в случае, если Палата представителей не сможет избрать президента до 4 марта (день вступления в должность нового Президента), лицо, избранное вице-президентом, должно приступить к исполнению его обязанностей. При этом не ясно, может ли Палата представителей избрать Президента после 4 марта. Двадцатая поправка заменила эту часть двенадцатой поправки, установив срок начала полномочий нового Президента на 20 января. При этом было уточнено, что вице-президент лишь исполняет обязанности Президента в случае его неизбрания. В то же время Конгресс получил право определять, кто будет исполнять обязанности Президента в случае, если не будет избран ни Президент, ни вице-президент.

## Выборы после 1804 года
Все выборы, начиная с 1804 года, проводятся согласно двенадцатой поправке. Палата Представителей избирала Президента лишь один раз, когда в 1825 году Эндрю Джексон набрал 99 голосов выборщиков при 131 необходимых.
Джексон считал, что палата изберет его, поскольку он имел наибольшую поддержку избирателей. Однако, в первом же туре голосования победил Джон Куинси Адамс, набравший 13 голосов штатов против 7 голосов Джексона и 3 голосов Вильяма Крейфорда. Вице-президент был избран выборщиками — Джон Калхун набрал 182 голоса.
На выборах 1836 года партия вигов выдвинула несколько кандидатов в попытке расколоть голоса демократов и перевести выборы в подконтрольный им парламент. Однако их стратегия провалилась и Ван Бюрен выиграл выборы. При этом его партнёр Ричард Джонсон не набрал необходимого количества голосов из-за того, что выборщики из Вирджинии проголосовали против него из-за его отношений с бывшей рабыней (в результате Джонсону не хватило одного голоса), — тем не менее, Сенат избрал его вице-президентом.
Хотя основные партии и не пытались в дальнейшем использовать стратегию перевода выборов в парламент, некоторые мелкие партии выдвигали «региональных» кандидатов на выборах 1948 и 1968 года. Их стратегии провалились, но, получи эти кандидаты голоса выборщиков своих штатов, результаты голосования изменились бы существенно.
В 2000 году возникла проблема, связанная с тем, что Джордж Буш-младший и Дик Чейни одновременно были жителями Техаса, что лишало выборщиков штата права голосовать за них обоих. Чейни был вынужден переехать в Вайоминг, продать дом в Техасе и сменить водительские права. Тем не менее, три избирателя пытались обжаловать результаты выборов, обосновывая это тем, что голоса Техаса не могли быть засчитаны. В удовлетворении иска было отказано.